# Robert Owen (dartsjátékos)
Robert Owen (Ogmore Valley, 1984. szeptember 23. –) walesi dartsjátékos. 2014-től 2020-ig, majd 2022-től a Professional Darts Corporation tagja. 2021 és 2022 között a World Darts Federation versenyein indult. Beceneve "Stack Attack".

## Pályafutása

### PDC
Owen 2014-ben szerzett először Tour Card-ot, rögtön az első napján győzelmet aratva a PDC Q-School versenysorozatán. Az első két évben nem tudott annyi pénzdíjat keresni a PDC Pro Tour-on, hogy bekerüljön a világranglistán a legjobb 64 közé, így 2016-ban ismét a Q-School-ban kellett szerencsét próbálnia. Itt sikerült is megvédenie Tour Card-ját a ranglistán elfoglalt jó helyének köszönhetően. Az év későbbi szakaszában a European Darts Grand Prix-re sikerült kvalifikálnia magát, amely ebben az évben az egyetlen European Tour versenye volt.
2017 februárjában bejutott a Players Championship 2. állomásának negyeddöntőjébe, valamint kvalifikálta magát három újabb European Tour versenyre. A Dutch Darts Masters-en bejutott a negyeddöntőbe, miután Jamie Baint, Cristo Reyes-t és Simon Whitlock-ot is legyőzte, és kis híján elődöntős is lehetett volna, de végül 6–5-re kikapott Michael Smithtől.
Első nagytornás szereplése a 2017-es Players Championship Finals volt, ahol az első körben 6–2-re kikapott az első helyen kiemelt Rob Cross-tól.
A 2017-es eredményei ellenére Owennek 2018-ban ismét el kellett indulnia a Q-School-ban a Tour Card-ja megvédéséért, ahol a második versenynapon aratott győzelmével harmadszor is megvédte a kártyát. kvalifikálta magát a UK Open-re, ahol a második fordulótól indulva legyőzte Michael Burgoine-t, Jamie Lewis-t, Nathan Rafferty-t, Ian White-ot és John Partot, így második nagytornáján rögtön az elődöntőbe jutott, ahol Corey Cadby legyőzte végül.
Owen azzal, hogy nem kvalifikálta magát a 2020-as PDC-dartsvilágbajnokságra, elvesztette Tour Card-ját, amelyet nem is tudott visszaszerezni ebben az évben a Q-School-ban. Emiatt kénytelen volt elindulni a PDC Challenge Tour versenyein. A 2020-as UK Open-re egy Rileys-selejtezőn keresztül sikerült kijutnia, ahol az első körben kiesett honfitársa, Lewy Williams ellen.
2022 januárjában először jutott döntőbe a PDC Challenge Tour-on, de 5–2-es vereséget szenvedett Scott Williamstől, majd júliusban a második döntőjét is elveszítette Jurjen van der Velde ellen 5–3-ra. Szeptemberben ismét döntőbe sikerült jutnia, ahol már sikerült győznie is a holland Christian Kist ellen, és ezzel megszerezte első tornagyőzelmét a PDC-nél. A 2022-es Challenge Tour sorozat második helyén végzett, ezzel kvalifikálta magát a 2023-as PDC-dartsvilágbajnokságra, valamint megszerezte a 2023-as és 2024-es szezonra szóló Tour Card-ot is. A vb első körében Andrew Gildinggel találkozott, akitől 3–2-es vereséget szenvedett és kiesett.
2023. szeptember 5-én megdobta első kilencnyilasát, Ritchie Edhouse ellen, a Players Championship sorozat 21. állomásán.
2024-ben Owen három European Tour fordulóra kvalifikálta magát és 2017 óta először jutott be a második körbe a German Darts Championship-en és a Flanders Darts Trophy-n is.
A 2025-ös PDC-dartsvilágbajnokságra eredetileg nem tudta volna magát kvalifikálni, mivel a Pro Tour ranglista 33. helyén végzett, éppen egy hellyel a kvalifikációs határ alatt. Dom Taylor azonban pozitív doppingtesztje miatt eltiltást kapott a vb-től, így Owen vette át a helyét, ami lehetőséget adott számára a Tour Card-ja megtartására. Az első körben 3–1-re legyőzte Niels Zonneveldet, majd a második körben 3–1-re a korábbi elődöntős Gabriel Clemens-t is. Mivel más játékosok több mérkőzést nyertek nála az Order of Merit top 64-es helyezéseiért folyó versenyben, Owennek még legalább egy mérkőzést meg kellett nyernie, hogy Tour Card-ját megtarthassa. Ezt úgy érte el, hogy a harmadik körben 4–2-re legyőzte Ricky Evanst, ezzel biztosítva a kártyáját a 2025-ös szezonra, és így először jutott be a világbajnokságon a legjobb 16 közé. A negyedik körben, bár két szettes előnyben is volt, 4–3-ra mégis kikapott Callan Rydz-től. Owen a 2024-es szezont végül a világranglista 59. helyén zárta.

## Világbajnoki szereplései

### PDC
- 2023: Első kör (vereség  Andrew Gilding ellen 2–3)
- 2025: Negyedik kör (vereség  Callan Rydz ellen 3–4)

## Tornagyőzelmei
| PDC Challenge Tour - Challenge Tour (ENG): 2022 | - England Classic: 2022 |  |

## Fordítás
Ez a szócikk részben vagy egészben  a   Robert Owen (darts player) című angol Wikipédia-szócikk ezen változatának fordításán alapul.  Az eredeti cikk szerkesztőit annak laptörténete sorolja fel. Ez a jelzés csupán a megfogalmazás eredetét és a szerzői jogokat jelzi, nem szolgál a cikkben szereplő információk forrásmegjelöléseként.